# And Now!
And Now! är det tredje studioalbumet av den amerikanska musikgruppen Booker T. & the M.G.'s, lanserat 1966 på skivbolaget Stax Records. Albumet var deras första där basisten Donald ”Duck” Dunn medverkade på alla låtar, sedan han helt ersatt den förra basisten Lewie Steinberg. Låten “My Sweet Potato“ var den enda som släpptes som singel från albumet, b-sidan "Booker Loo" ingick inte på albumet. Gruppens tolkning av "Summertime" släpptes 1967 som b-sida till singeln "Hip Hug Her".

## Låtlista
(kompositör inom parentes)
1. “My Sweet Potato” (Steve Cropper, Booker T. Jones, Al Jackson, Jr.) - 2:47
2. “Jericho” (Trad.) - 2:37
3. “No Matter What Shape (Your Stomach's In)” (Granville Burland) - 3:01
4. “One Mint Julep” (Rudy Toombs) - 3:05
5. “In the Midnight Hour” (Steve Cropper, Wilson Pickett) - 2:58
6. “Summertime” (George Gershwin, Ira Gershwin, Dubose Heyward) - 4:41
7. “Working in the Coal Mine” (Lee Dorsey, Allen Toussaint) - 2:42
8. “Don’t Mess up a Good Thing” (Oliver Sain) - 2:44
9. “Think” (Lowman Pauling) - 2:58
10. “Taboo” (Bob Russell, Margarita Lecuona) - 4:25
11. “Soul Jam” (Cropper, Donald "Duck" Dunn, Jones, Jackson) - 3:05
12. “Sentimental Journey” (Les Brown, Bud Green, Ben Homer) - 3:13